# Landgraben (Samland)
Der Landgraben im Samland diente der Wasserversorgung von Königsberg.

## Lage
Der Landgraben im Samland ist 17,3 km lang. Er fließt von Kotelnikowo (Kaliningrad) (Wargen) nach Kaliningrad (Königsberg). 1384 wurde er erstmals erwähnt. Aus der Zeit des Deutschen Ordens stammt die Wassermühle in Mühlfeld, die den Königsberger Mühlen oft das Wasser nahm. Vom nördlichsten Beginn des Landgrabens im Straßenteich von Elchdorf braucht das Wasser bei dem geringen Gefälle drei Tage bis nach Hardershof. Es speist zunächst den Pilzenteich, der in den Mühlfelder Teich mündet. Mit 4 m Gefälle fließt es zum Wargener Teich und von dort über den Trankwitzer Teich zum Philippsteich. Das dazwischen liegende Wäldchen – der Rest der „Großen Wilkie“, des Wolfswaldes – wurde im Ersten Weltkrieg gerodet. Vom Philippsteich fließt der Landgraben zum Fürstenteich und seit 1894 unterirdisch weiter zum Wasserwerk Hardershof.
Bereits zu Herzog Albrechts Zeit wurden die Bäche, die den 1884 von der Stadt angelegten Wiekauer Teich speisten, von einer Mühle genutzt. Das Wasser wurde zum Mühlfelder Teich geleitet. 1907 wurde das Quanditter Fließ nördlich der Samlandbahn mehrfach gestaut, so dass auch dieser Stausee der Wasserversorgung von Königsberg diente.